# George Bassman
Pour les articles homonymes, voir Bassman.
George Bassman est un compositeur, arrangeur, orchestrateur et chef d'orchestre américain, né à New York (État de New York) le 7 février 1914, décédé à Los Angeles (Californie) le 26 juin 1997.

## Biographie
Au cinéma, George Bassman est orchestrateur pour Hollywood de 1936 à 1943 (entre autres sur Le Magicien d'Oz en 1939) et compositeur de musiques de films (ainsi que directeur musical) entre 1936 et 1964.
Il travaille également pour le théâtre à Broadway, comme arrangeur et orchestrateur, en 1940 puis dans les années 1950 (période durant laquelle il est mis sur "liste noire" et banni d'Hollywood, victime du maccarthisme). Notamment, il collabore à la comédie musicale Blanches Colombes et Vilains Messieurs (Guys et Dolls), créée à Broadway en 1950 — puis adaptée au cinéma en 1955 —.
George Bassman est aussi compositeur et directeur musical pour la télévision vers la fin des années 1950 et au début des années 1960.

## Filmographie partielle
comme compositeur
- 1939 : La Féerie de la glace (The Ice Follies of 1939) de Reinhold Schünzel
- 1940 : Little Nellie Kelly de Norman Taurog
- 1942 : Tortilla Flat de Victor Fleming
- 1943 : Mademoiselle ma femme (I Dood It) de Vincente Minnelli (non crédité)
- 1943 : La Bête (Whistling in Brooklyn) de S. Sylvan Simon
- 1944 : Le Fantôme de Canterville (The Canterville Ghost) de Jules Dassin et Norman Z. McLeod
- 1945 : L'Horloge (The Clock) de Vincente Minnelli
- 1946 : Le facteur sonne toujours deux fois (The Postman always rings twice) de Tay Garnett
- 1946 : Little Mister Jim de Fred Zinnemann
- 1947 : L'Heure du pardon (The Romance of Rosy Ridge) de Roy Rowland
- 1947 : The Fabulous Dorseys d'Alfred E. Green
- 1955 : Marty de Delbert Mann
- 1959 : Au milieu de la nuit (Middle of the Night) de Delbert Mann
- 1962 : Coups de feu dans la Sierra (Ride the High Country) de Sam Peckinpah
- 1964 : A l'Ouest du Montana (Mail Order Bride) de Burt Kennedy

## Théâtre (à Broadway)
- 1940-1941 : Meet the People, revue, musique de Jay Gorney (en), lyrics de Henry Myers et Edward Eliscu (en), orchestrateurs divers, dont David Raksin et George Bassman
- 1950 : Alive and Kicking, revue, musique, lyrics et sketches de divers, orchestrations de George Bassman, avec Jack Cassidy, Carl Reiner
- 1950-1953 : Blanches Colombes et Vilains Messieurs (Guys and Dolls), comédie musicale, musique et lyrics de Frank Loesser, livret d'Abe Burrows (en) et Jo Swerling, arrangements musicaux de Ted Royal (en) et George Bassman, mise en scène de George S. Kaufman
- 1956 : Filumena Marturano (en) (The Best House in Naples) d'Eduardo De Filippo, adaptation de F. Hugh Herbert, musique de scène de George Bassman, avec Katy Jurado, Esther Minciotti